# دميترو بيريشجينكا
دميترو بيريشجينكا (بالأوكرانية: Терещенко Дмитро Юрійович)‏ (4 أبريل 1987 ببافلوجراد في أوكرانيا - ) هو لاعب كرة قدم أوكراني في مركز الوسط. لعب مع دينامو مينسك ونادي بلشينا بوبرويسك ونادي غوميل وFC Dnepr Mogilev ‏.

## روابط خارجية
- دميترو بيريشجينكا على موقع قاعدة بيانات كرة القدم.إي يو (الإنجليزية)
- دميترو بيريشجينكا على موقع Soccerway.com (الإنجليزية)